# Vilaverde (Boimorto)
Vilaverde es un lugar español situado en la parroquia de Arceo, del municipio de Boimorto, en la provincia de La Coruña, Galicia.

## Demografía
| Gráfica de evolución demográfica de Vilaverde entre 2000 y 2023 |
|                                                                 |
| Datos según el nomenclátor publicado por el INE.                |